# 安东宁·普罗哈兹卡
安东宁·普罗哈兹卡（捷克語：Antonín Procházka，1942年4月3日—），捷克男子排球运动员。他曾代表捷克斯洛伐克国家队参加1968年夏季奥林匹克运动会排球比赛，获得一枚铜牌。